# 基克·桑切斯·弗洛雷斯
恩里克·"基克"·桑切斯·弗洛雷斯（西班牙語：Enrique "Quique" Sánchez Flores，1965年2月5日—），是一名已退役前西班牙足球員，司職右後衛。曾執教英超屈福特。
他在13年的職業生涯主要效力於巴伦西亚 (10個球季，其中在西甲有九個球季)，他在1997年退役，然後開始其漫長的執教生涯，其中包括他的主要俱樂部巴伦西亚。
弗洛雷斯曾代表西班牙出戰1990年世界盃足球賽。

## 俱樂部生涯
弗洛雷斯出生在馬德里。
弗洛雷斯從1984年開始在巴倫西亞足球俱樂部呆了10年。然而，他在梅斯塔利亚球场開始並不是特別積極，因為俱樂部在他的第二個賽季不幸降級，在1987-88賽季重返西甲，排名第14。從那時起直到1994年，球隊從未跌出前7。
在1994年夏天，弗洛雷斯加盟皇家馬德里，在加盟皇馬後第一個賽季就奪得聯賽冠軍。隨後他加盟皇家薩拉戈薩，32歲時從職業足球隊退役。
弗洛雷斯在西班牙頂級聯賽參加304場比賽，有16個進球。在他在西班牙足球乙级联赛的唯一一個賽季中，他以參加40場比賽和9個進球創造了職業生涯新高。弗洛雷斯為西班牙國家隊出場15次，併入選1990年FIFA世界杯陣容。他在國家隊的首次亮相是於1987年9月23日在希洪對陣盧森堡的友誼賽，最終西班牙2-0獲勝。

## 教練生涯
弗洛雷斯退役后首次執教皇馬青年隊。隨後擔任赫塔菲主教練。經過令人印象深刻的2004-05賽季西甲聯賽，弗洛雷斯帶領升班馬赫塔菲獲得了令人尊敬的第13名。
弗洛雷斯憑藉出色執教成績重返曾效力長達十年的瓦倫西亞。 在2005-06賽季西甲聯賽他帶領俱樂部獲得第三名。在2006-07歐洲冠軍聯賽的四分之一决赛中，被切爾西隊淘汰出局。 2007年5月，弗洛雷斯再次帶領巴倫西亞殺入聯賽第四，巴倫西亞並因此在2007–08年欧洲冠军联赛中獲得一席之地。2007年10月29日，巴倫西亞董事會在球隊戰績不佳情況下解雇了弗洛雷斯。
2008年5月24日，他被任命為本菲卡主教練。2009年6月8日，在帶領本菲卡獲得葡超第三名以及葡萄牙聯賽杯冠軍之後離開了本菲卡隊。
2009年10月23日，出任馬德里競技主教練，簽署合同至2010年6月30日。在2009-10西甲賽季結束時，弗洛雷斯帶領馬德里競技隊獲得第九名，同時在欧足联欧洲联赛決賽擊敗 富勒姆足球俱乐部獲得歐聯杯冠軍（2-1勝利）以及2010年西班牙国王杯不敵塞维利亚足球俱乐部屈居亞軍。在2010-11西甲賽季期間經常與明星球員迪亞高·科蘭發生衝突,賽季結束前他宣布離開馬德里競技。
2011年5月初，弗洛雷斯曾經有與莫斯科斯巴达克足球俱乐部產生接觸。11月8日，他最終前往阿聯酋，擔任阿聯酋職業足球聯賽隊伍阿爾阿里的新教練。
2013年9月27日，離開阿聯酋僅三個月後，弗洛雷斯返回阿拉伯聯合酋長國，擔任艾恩主教練。

## 榮譽

### 球員

#### 俱樂部
巴伦西亚
- 西乙: 1986–87冠軍

皇家馬德里
- 西甲: 1994–95冠軍

#### 國家隊
西班牙U21
- 歐洲U-21足球錦標賽: 1986冠軍[13]

### 教練
本菲卡
- 葡萄牙聯賽盃 : 2008–09冠軍

馬德里競技
- 欧足联欧洲联赛: 2009–10冠軍
- 歐洲超級盃: 2010冠軍
- 西班牙國王盃: 2009–10亞軍
- 歐足聯最佳教練: 2009–10

阿爾阿里
- 酋長盃: 2011–12冠軍
- 主席盃: 2012–13冠軍

艾恩
- 主席盃: 2013–14冠軍

## 執教數據
最後更新：2023年4月26日
| 球队         | 上任时间       | 离任时间       | 成绩 | 成绩 | 成绩 | 成绩 | 成绩 | 成绩 | 成绩   | 成绩  | 參考資料      |
| 球队         | 上任时间       | 离任时间       | 比赛 | 胜   | 平   | 负   | 进球 | 失球 | 净胜球 | 胜率  | 參考資料      |
| ------------ | -------------- | -------------- | ---- | ---- | ---- | ---- | ---- | ---- | ------ | ----- | ------------- |
| 赫塔菲       | 2004年7月8日   | 2005年5月31日  | 42   | 15   | 11   | 16   | 44   | 51   | −7     | 35.71 | [ 16 ] [ 17 ] |
| 巴伦西亚     | 2005年5月31日  | 2007年10月29日 | 116  | 59   | 27   | 30   | 172  | 115  | +57    | 50.86 | [ 18 ]        |
| 本菲卡       | 2008年5月24日  | 2009年6月8日   | 44   | 23   | 12   | 9    | 73   | 47   | +26    | 52.27 | [ 19 ]        |
| 马德里竞技   | 2009年10月23日 | 2011年5月22日  | 102  | 42   | 23   | 37   | 164  | 132  | +32    | 41.18 | [ 20 ]        |
| 阿爾阿里     | 2011年11月8日  | 2013年6月11日  | 64   | 33   | 15   | 16   | 133  | 96   | +37    | 51.56 | [ 21 ]        |
| 艾因         | 2013年9月28日  | 2014年3月8日   | 23   | 11   | 8    | 4    | 43   | 24   | +19    | 47.83 | [ 22 ]        |
| 赫塔費       | 2015年1月5日   | 2015年2月26日  | 11   | 4    | 1    | 6    | 9    | 13   | −4     | 36.36 | [ 23 ]        |
| 沃特福德     | 2015年6月5日   | 2016年5月16日  | 44   | 16   | 9    | 19   | 46   | 54   | −8     | 36.36 | [ 24 ]        |
| 西班牙人     | 2016年6月9日   | 2018年4月20日  | 79   | 26   | 26   | 27   | 84   | 98   | −14    | 32.91 | [ 25 ]        |
| 上海申花     | 2018年12月25日 | 2019年7月3日   | 17   | 5    | 3    | 9    | 23   | 28   | −5     | 29.41 | [ 26 ]        |
| 沃特福德     | 2019年9月7日   | 2019年12月1日  | 12   | 2    | 4    | 6    | 9    | 23   | −14    | 16.67 |               |
| 赫塔費       | 2021年10月6日  | 2023年4月27日  | 66   | 18   | 24   | 24   | 71   | 80   | −9     | 27.27 | [ 27 ]        |
| 执教生涯总计 | 执教生涯总计   | 执教生涯总计   | 620  | 254  | 163  | 203  | 871  | 761  | +110   | 40.97 | —             |

## 個人生活
弗洛雷斯是弗拉明戈歌手兼舞者蘿拉·弗洛雷斯的侄子。
他的父親Isidro Sánchez García-Figueras，也是一名足球員，同樣司職後衛。他也曾效力於皇家馬德里，在效力銀河艦隊的四個球季中幫助俱樂部奪取四次西甲冠軍。

## 外部連結
- BDFutbol球員檔案 （页面存档备份，存于） （英文）
- BDFutbol教練檔案 （页面存档备份，存于） （英文）
- CiberChe stats and bio （页面存档备份，存于） （西班牙文）
- National team data （西班牙文）
- 基克·桑切斯·弗洛雷斯在 National-Football-Teams.com 上的出场纪录